# Kiss FM
Kiss FM este un post de radio românesc cu acoperire națională, care emite din București în peste 57 de stații locale. Radioul a început să emită pe 5 noiembrie 2003 după ce rețeaua Radio Contact Belgia a renunțat la stațiile locale din România. Formatul muzical este Contemporary Hit Radio (CHR). 
Kiss FM are o stație locală în Chișinău, capitala Republicii Moldova, Kiss FM Chișinău (fondată în 1998 ca Radio Contact Chișinău), care transmite pe 100,9 FM programele de la București, cu ferestre de programe locale. Kiss FM Chișinău este cel mai ascultat post de radio din Chișinău și din întreaga țară, pe segmentul de vârstă 15 – 34 de ani.
DJ-ii postului de radio sunt: Ciprian Dinu, Cătălin Oprișan, Corina Băcanu, Andreea Berghea, Ana Moga, Alex Ștefanescu, Dj Yaang, OLiX, Dan Fințescu, Marian Boba, Nico Creciunesc, Cristi Nitzu, Marian Soci, Dj Jonnessey, Dj Lexi, Dj OldSkull și Marian Maican.
În a doua jumătate al anului 2018, frecvența Kiss FM din Adjud care se aude pe 107.2 MHz a fost preluat de postul său înrudit, Magic FM.
Pe 6 octombrie 2023, frecvența Kiss FM din Miercurea Ciuc care se aude pe 90.9 MHz a fost preluat de postul său înrudit, Rock FM.

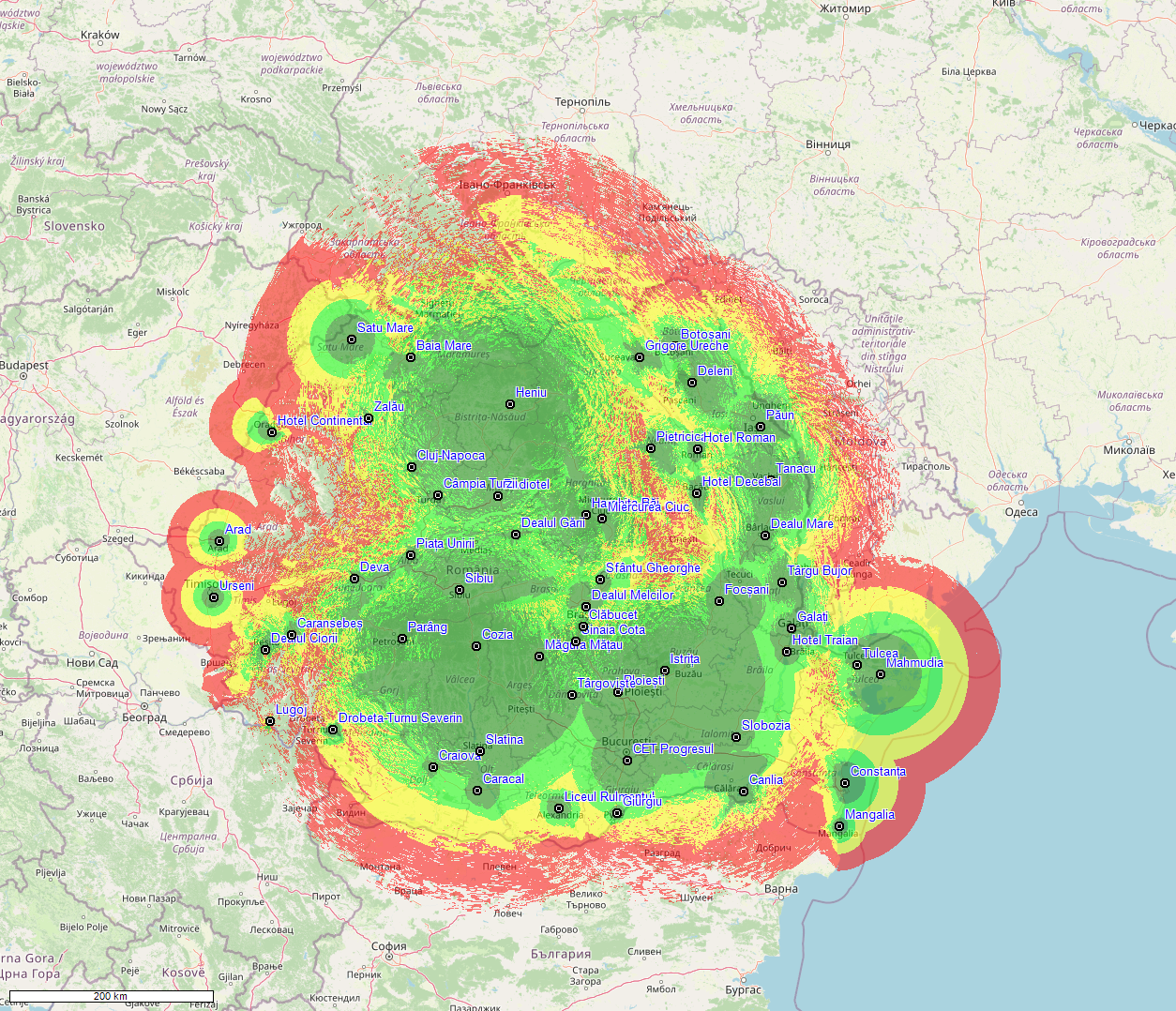
Acoperire aproximativă a semnalului Kiss FM.
Recepționat de orice receiver în zonă
Recepționat bine de un receiver slab al mașinii
Recepționat bine de un receiver puternic al mașinii / de un receiver slab al mașinii (dar cu probleme)
Recepționat de un receiver puternic al mașinii (dar cu probleme)

     Recepționat de orice receiver în zonă
     Recepționat bine de un receiver slab al mașinii
     Recepționat bine de un receiver puternic al mașinii / de un receiver slab al mașinii (dar cu probleme)
     Recepționat de un receiver puternic al mașinii (dar cu probleme)

## Istoric
Radio Contact a fost înființat pe data de 25 februarie 1990.
La data de 3 noiembrie 1993, omul de afaceri Călin Popescu-Tăriceanu a devenit acționar majoritar al Radio Contact, cumpărând acțiuni de la firma belgiană Contact, iar pe 5 noiembrie 2003, Radio Contact a devenit Kiss FM.
În anul 2005, postul de radio Kiss FM este vândut de omul de afaceri Cristian Burci către trustului SBS Broadcasting Corporation.
Pe 23 decembrie 2013, ANT1 Group a cumpărat rețeaua radio PRO7 din România.
Stația radio este furnizorul clasamentului difuzărilor radio și TV din România (Airplay100), realizat de Media Forest. Topul este prezentat săptămânal prin intermediul unei emisiuni radio găzduită de Cristi Nitzu, difuzată în fiecare duminică între orele 10:00 și 13:00.
În primăvara anului 2009, Kiss FM își schimbă sloganul din „Hit Music Station” în „Cea mai bună muzică se ascultă la Kiss”. Începând cu 21 noiembrie 2011, Kiss FM își schimbă din nou sloganul, acesta devenind „Kiss FM - Asculți doar hituri”. În 2014 sloganul s-a schimbat în „Feel your music”, dar se folosește în continuare și „Asculți doar hituri”. În 2017, datorită faptului că este cel mai ascultat post de radio din țară, sloganul a devenit „#1 Hit Radio”. 

## Posturi de radio online
În 2021, Kiss FM a lansat 3 posturi de radio online dedicate altor genuri de muzică și conținut care sunt disponibile gratuit pe platforma Soundis:
- Kiss FM Latino - dedicat muzicii latino
- Kiss FM Energy - dedicat muzicii electronice
- Kiss FM POP (fost Kiss FM XTRA) -  care difuzează piese pop în plus față de postul mamă, fără publicitate.

## Frecvențe
| Oraș                   | Frecvență |
| ---------------------- | --------- |
| București              | 96.1 FM   |
| Chișinău               | 100.9 FM  |
| Alba Iulia             | 94.0 FM   |
| Alexandria             | 91.2 FM   |
| Arad                   | 97.0 FM   |
| Bacău                  | 95.1 FM   |
| Baia Mare              | 88.5 FM   |
| Bârlad                 | 88.0 FM   |
| Bistrița               | 92.0 FM   |
| Botoșani               | 89.7 FM   |
| Brașov                 | 101.5 FM  |
| Brăila                 | 98.8 FM   |
| Buzău                  | 91.3 FM   |
| Caracal                | 93.8 FM   |
| Caransebeș             | 93.8 FM   |
| Călărași               | 98.5 FM   |
| Câmpia Turzii          | 97.8 FM   |
| Câmpulung Muscel       | 95.9 FM   |
| Cluj-Napoca            | 89.8 FM   |
| Constanța              | 91.1 FM   |
| Craiova                | 98.0 FM   |
| Deva                   | 91.6 FM   |
| Drobeta-Turnu Severin  | 101.2 FM  |
| Focșani                | 88.7 FM   |
| Galați                 | 92.8 FM   |
| Giurgiu                | 96.5 FM   |
| Harghita-Băi           | 104.7 FM  |
| Hârlău                 | 87.6 FM   |
| Iași                   | 91.9 FM   |
| Lugoj                  | 91.9 FM   |
| Mahmudia               | 96.8 FM   |
| Mangalia               | 89.0 FM   |
| Miercurea Ciuc         | 104.7 FM  |
| Oradea                 | 99.1 FM   |
| Petroșani (Parâng)     | 104.1 FM  |
| Piatra Neamț           | 88.1 FM   |
| Pitești (Cozia)        | 99.2 FM   |
| Ploiești               | 92.8 FM   |
| Predeal                | 92.1 FM   |
| Râmnicu Vâlcea (Cozia) | 99.2 FM   |
| Reșița                 | 97.1 FM   |
| Roman                  | 92.9 FM   |
| Satu Mare              | 107.9 FM  |
| Sfântu Gheorghe        | 91.6 FM   |
| Sibiu                  | 91.8 FM   |
| Sighișoara             | 107.3 FM  |
| Sinaia                 | 104.7 FM  |
| Suceava                | 102.2 FM  |
| Slobozia               | 93.3 FM   |
| Slatina                | 94.6 FM   |
| Târgoviște             | 98.0 FM   |
| Târgu Bujor            | 90.8 FM   |
| Târgu Jiu (Parâng)     | 104.1 FM  |
| Târgu Mureș            | 90.3 FM   |
| Timișoara              | 99.0 FM   |
| Tulcea                 | 104.5 FM  |
| Vaslui                 | 88.5 FM   |
| Zalău                  | 91.5 FM   |